# 光岡大蛇

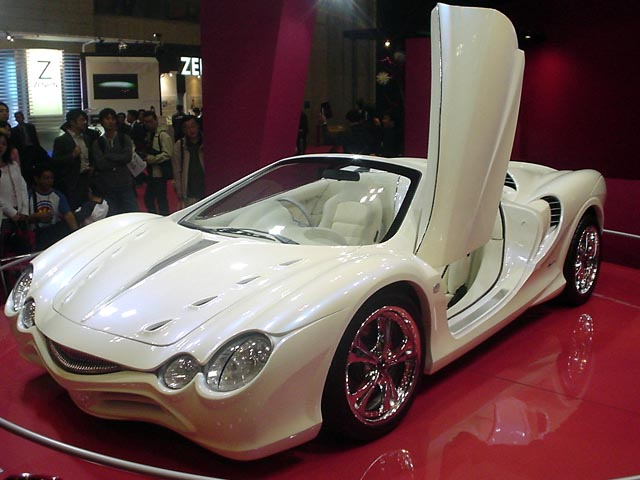
于2005年东京车展展出的光冈大蛇

Orochi（オロチ；大蛇）為光岡汽車所推出的中置发动机，后轮驱动的雙門跑車，基于本田NSX开发，2007年-2014年间生产并发行。

## 車輛歷史
其前身可追溯到2001年10月27日举办的第35屆東京車展中展出的同名概念车，概念车的底盘和动力皆来自本田NSX，后于2003年再次展出时改为搭载丰田的3.3升V6发动机（代号3MZ-FE）和5速自动变速箱，大蛇的设计理念描绘为“恐怖之中，潛藏的妖艷之美”。而“大蛇”一名源自日本神話的傳說生物「八岐大蛇」，于2005年的东京车展展出量产版。
2006年10月3日起，大蛇开始发售，限量400部；售价1000万日元（2007年9月后为1140万日元），在同年11月1日和11月30日举办的第1屆“Carview年度風雲車”和“日本消费者年度风云车”中受奖。
大蛇于2007年3月23日起开始交货，大蛇为全手工制造，可选324种颜色（外观300种，内饰24种），后于2008年1月30日、2010年6月4日陆续推出特别款式“大蛇•零”、“Gold Premium”，各限量20部。
2014年4月16日，大蛇推出特别款式“Final Edition”，限量5部，同年9月大蛇停产，后于同年11月和2018年1月分别推出和知名动画“新世纪福音战士”和“恶魔人”联名推出的特别款式，各限量1部。

## 車輛特色
大蛇以“任誰都能駕駛的日本造超高級賽車作為目標，摒棄無聊的優等生般的汽車模式，故意進行令人產生兇惡、恐怖，引起不良聯想的設計”为设计理念，從日本神話獲得暗示，以呈現其它廠商所無法效仿的所谓“恐怖之中所潛藏的妖艷之美”，此外大蛇的設計師青木孝憲则表示大蛇“不要設計得像意大利超級跑車的形象，而是希望車子能帶夠給人比較邪惡的感覺”，大蛇的外观借鉴了法拉利512TR。 。
大蛇搭载了丰田的3.3升自然吸气V6发动机（代号3MZ-FE）和爱信精机的5速自动变速箱，以横置方式放置在车辆中后方。输出233匹马力，重量1580千克。大蛇的方向盘和安全气囊模組由铃木提供，刹车配件来自本田，部分零件更来自于马自达MX-5，底盘为双A臂布局。
大蛇强调舒适性而不是驾驶性能。虽然它是一辆中置后驱车型，但大蛇的车身后端有一个较小的后备箱。

## 細節諸元
- 引擎（Engine）：3MZ-FE/3311cc/V6/DOHC EFI
- 最高馬力（Maximmum Power）：172kw(233ps)/5600rpm
- 最大扭力（Maximum Torque）：328N.m(33.4kg.m)/4400rpm
- 變速系統（Transmission）：U151E/5AT
- 傳動型式（Drive system）：MR
- 懸吊系統（Suspension）：雙A臂懸吊系統
- 煞車系統（Brakes）：四輪碟煞
- 車身最低點（Minimum-graound clearance）：130mm
- 輪胎尺寸（Tyre）：245/45-ZR18(Front)／285/40-ZR18(Rrear)
- 車輛售價（Price）：￥10,500,000

## 車輛相關

### 遊戲
- 〈新感覺賽車遊戲〉（Auto Modellista）：GameCube，PlayStation 2，Xbox
- 〈GT職業系列賽〉（GT Pro Series）：Wii

### 書籍
- 《光岡大蛇的完全剖析：開發秘辛與試乘記》（ミツオカ大蛇のすべて：開発秘話から試乗記まで）：

2006年12月26日，三栄書房，ISBN 4779601371，ISBN 978-4779601378

### 服飾
2007年4月24日，光岡汽車協同「Yoshiyuki」（よしゆき；義志）特別取材自光岡Orochi的精神，創出一系列服飾，男裝女裝皆有。

## 備註
1. ↑  最詭異的跑車 光岡大蛇 （页面存档备份，存于）《新華網》2013年3月18日
2. ↑  光岡オロチ開発秘話（その1）、大蛇の誕生 （页面存档备份，存于），〈価格.com〉
3. ↑  光岡オロチ開発秘話（その2）、デザインコンセプト （页面存档备份，存于），〈価格.com〉
4. ↑  光岡オロチ開発秘話（その3）、デザインでのこだわり （页面存档备份，存于），〈価格.com〉
5. ↑  光岡オロチ開発秘話（その4）、ファッションスーパーカー （页面存档备份，存于），〈価格.com〉
6. ↑  光岡オロチ開発秘話（その5）、気になるお値段は？ （页面存档备份，存于），〈価格.com〉

## 外部連結
- オロチ （页面存档备份，存于） (公式サイト)